# Eer
Eer is het persoonlijke of maatschappelijke aanzien dat men heeft. Eer is gekoppeld aan het morele bestaan van mensen, hun gevoel van eigenwaarde en de erkenning daarvan door anderen. Het heeft betrekking op de sociale status, de goede naam, de reputatie, de uiterlijke verschijning en de fysieke prestatie van individuen en/of van groepen. Terwijl eer dus afhankelijk is van derden en niet zelden collectief, is het eergevoel van het individu autonoom.

## Van oudsher

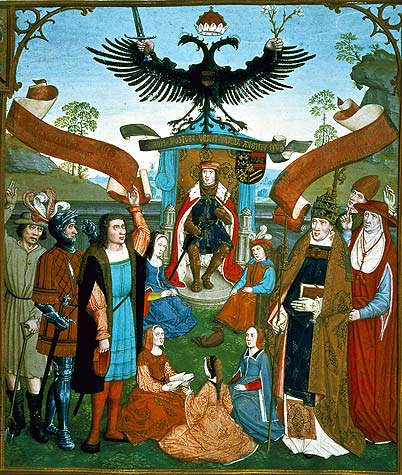
De standen betuigen eer aan de keizer. De mannen (groot) staan, de vrouwen (klein) zitten.

Eer is van oudsher vooral aan mannelijkheid en fysieke moed gekoppeld geweest. Het had betrekking op het verdedigen van de belangen van de man en zijn bezit, in een maatschappij waarin gevochten wordt om het bestaansrecht. Doden is daarbij eervol, voor vrouwen is in zo'n maatschappij geen eer weggelegd. Vrouwen worden als bezit beschouwd en kunnen hoogstens aanspraak maken op eerbaarheid. Duelleren werd vroeger ook alleen maar gedaan door mannen, die in hun eer aangetast waren, bijvoorbeeld omdat er iets oneerbaars over hun echtgenote was gezegd. Een enkele vrouw kon wel aanspraak maken op eer, maar alleen in een traditionele mannenrol, bijvoorbeeld als zelfstandig landsvrouwe met eigen bezit.
Eer wordt over het algemeen als een adellijk concept gezien en geassocieerd met een hiërarchische orde in de maatschappij. Het westerse begrip van eer is sterk beïnvloed door de middeleeuwse riddercode en is geworteld in de sociale structuren van het feodalisme.
Juist deze twee belangrijke zaken voor het eerbesef, feodalisme en adel, zagen er in Nederland altijd anders uit dan in de rest van Europa. Vooral in de kustprovincies is de feodalisering nooit sterk doorgevoerd. Er was daardoor ook geen sprake van een sterke krijgsadel. Titels en stambomen hebben daardoor nooit zo'n grote rol gespeeld in de strijd om macht en status; geld en degelijkheid waren veel belangrijker. Toch hielden ook de regenten het graag, mede via dure opvoeding en sociale netwerken, 'in de familie'.

## Huidige tijd
De feodale standenmaatschappij is in de westerse wereld veranderd in een meer gedifferentieerd maatschappijtype, waarin mensen meer afhankelijk van elkaar zijn geworden en er een grotere nadruk komt te liggen op zelfbeheersing. Op zelfverheffing en superioriteitsgevoel komt daarmee een taboe te rusten. De meerderheid van de bevolking hoort nu tot de middenklasse of een verburgerlijkte arbeidersklasse, die vloeiend in elkaar en in hun bovenlagen overgaan. Zij die vroeger als eerlozen, buitenstaanders en minderheden werden beschouwd, streefden vanaf de 19e eeuw nadrukkelijk voor de erkenning van hun waarden, hun rechten, hun eer. In de Universele Verklaring van de Rechten van de Mens komt deze verandering van eerbesef naar menselijke waardigheid (eng. dignity) goed tot uiting.
Dit proces heeft niet in alle culturen plaatsgevonden of niet op dezelfde manier. In de culturele antropologie maakt men daarom ook wel een onderscheid tussen ‘culturen van eer’, waarbij ‘erecodes’ richtinggevend zijn, en ‘culturen van recht’, waarin ‘wetten’ de sociale verhoudingen bepalen. De westerse wereld wordt over het algemeen tot de laatste gerekend. Dat daar over het algemeen een taboe op zelfverheffing rust wil echter niet zeggen dat er geen behoefte aan is. Onder de oppervlakte en in bepaalde groepen leeft het eerbesef gewoon door, al wordt het discreter geuit.

### Traditionele groepen
Eer is het best bewaard gebleven in maatschappelijke groepen met een hiërarchische structuur en/of kijk op de maatschappij, zoals de adel, het leger, de maffia en traditionele beroepen in rechten en medicijnen. In dergelijke groepen is eer een directe uitdrukking van status, een uiting van solidariteit tussen sociaal gelijken en een grens met sociaal minderen.

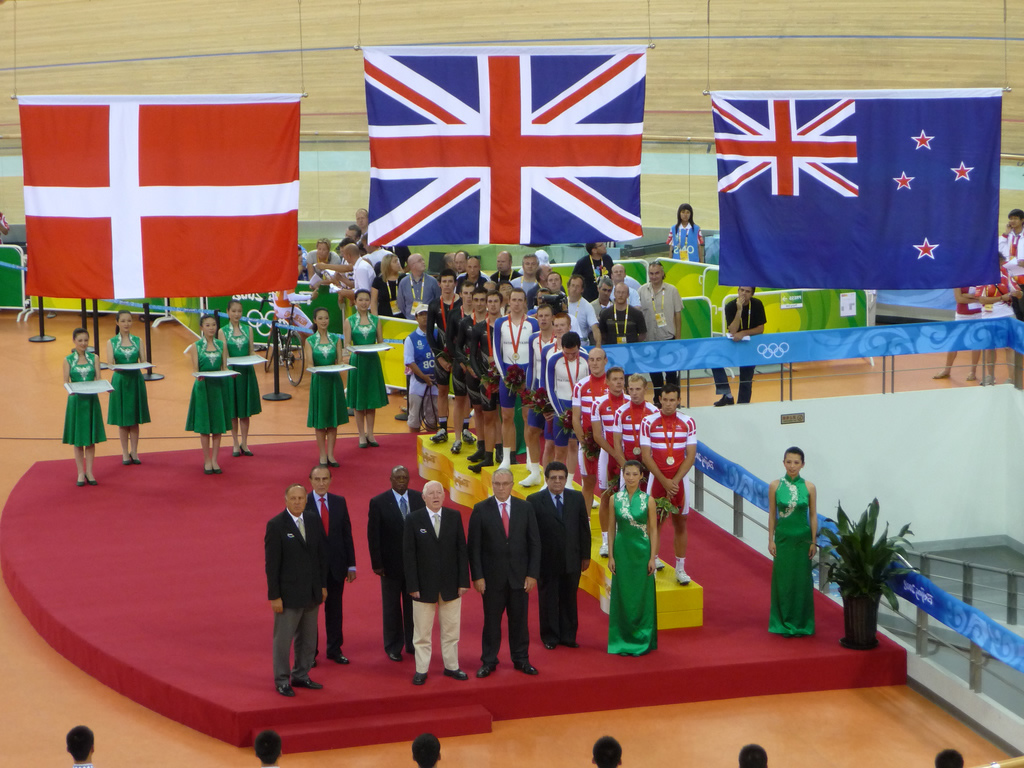
Sporters op erepodium onder nationale vlag

### Sport en natie
Onder sportlieden geldt nog een erecode. In de olympische eed wordt voor de eer van onze teams uitdrukkelijk genoemd. Bij sport heeft eer nog steeds betrekking op het aanzien, de uiterlijke verschijning en de fysieke prestaties van individuen, en bovendien op de kracht en het aanzien van de nationale staat waartoe ze behoren (eventueel door -vaak tijdelijke- migratie om beroepsredenen) en/of die ze vertegenwoordigden (soms gespleten tussen prof- en nationaal team). In bepaalde wedstrijden, diplomatieke onderhandelingen en in oorlogen gaat het vooral om de nationale eer.

### Verklaring op eer
Een 'verklaring op eer' is een semiofficieel document waarin een burger stelt aan een bepaalde wettelijke maatregel of voorwaarde te voldoen. Doorgaans wordt van de aangever verwacht dat hij/zij desgevraagd hiervoor het bewijs kan leveren. Dergelijke verklaring was bijvoorbeeld in België vereist tijdens het reisverbod in de coronapandemie. Ook aan personen die vrijwilligerswerk verrichten, wordt via een verklaring op eer gevraagd een maximumbedrag aan vergoedingen te respecteren.

### Religie
In religie is er een bijzondere vorm van eer, die wel dezelfde patronen volgt. Er is wederom sprake van een hiërarchie, met ditmaal als hoogste wezen(s) voorouders, goden of God. Zij zijn oppermachtig en beschikken over leven en dood. Aan hen is eerbied of de hoogste eer verschuldigd: Ere zij God in den hoge. 
In hoeverre aan de dienaren van de god(en) vervolgens ook eer verschuldigd is, is weer afhankelijk van de traditie en hiërarchie van de betreffende groep. Zo is bij een rooms-katholiek priester eerder eer verschuldigd, terwijl een protestantse dominee vooral aanspraak kan maken op waardigheid en gezag. Immers, soli Deo gloria (alleen eer aan God). Beiderlei dienaren van God worden overigens in het Nederlands aangesproken met weleerwaarde.

### Cultuurrelativisme
De overgang van eer naar menselijke waardigheid is een typisch westers civilisatieproces. Veel andere culturen hadden recent of hebben nog steeds een duidelijke hiërarchische opbouw, in de vorm van families, stammen, kasten of herkenbare sociale klassen. In het Westen kennen we hiervan vooral de uitingsvormen als eerwraak of de begroeting onder allochtone jongeren: Respect bro. Erachter ligt een sterk besef van eer met een sociale erecode.
Binnen elke culturele groep wordt eer anders beleefd en wordt er anders mee omgegaan, ook binnen de westerse wereld. Waar het verstoten van een kind om de eer te beschermen in Nederland als barbaars wordt beschouwd en individuele belediging vaak licht wordt opgevat, wordt een drugsgebruikend sportman in Nederland ontslagen en is belediging van de koning(in) expliciet strafbaar. Daarentegen kent men in België geen wet tegen majesteitsschennis van het eigen staatshoofd (echter wel tegen belediging van een bevriend staatshoofd), en valt in de Verenigde Staten belediging van de president zelfs onder de burgerrechten.

## Eerbetoon

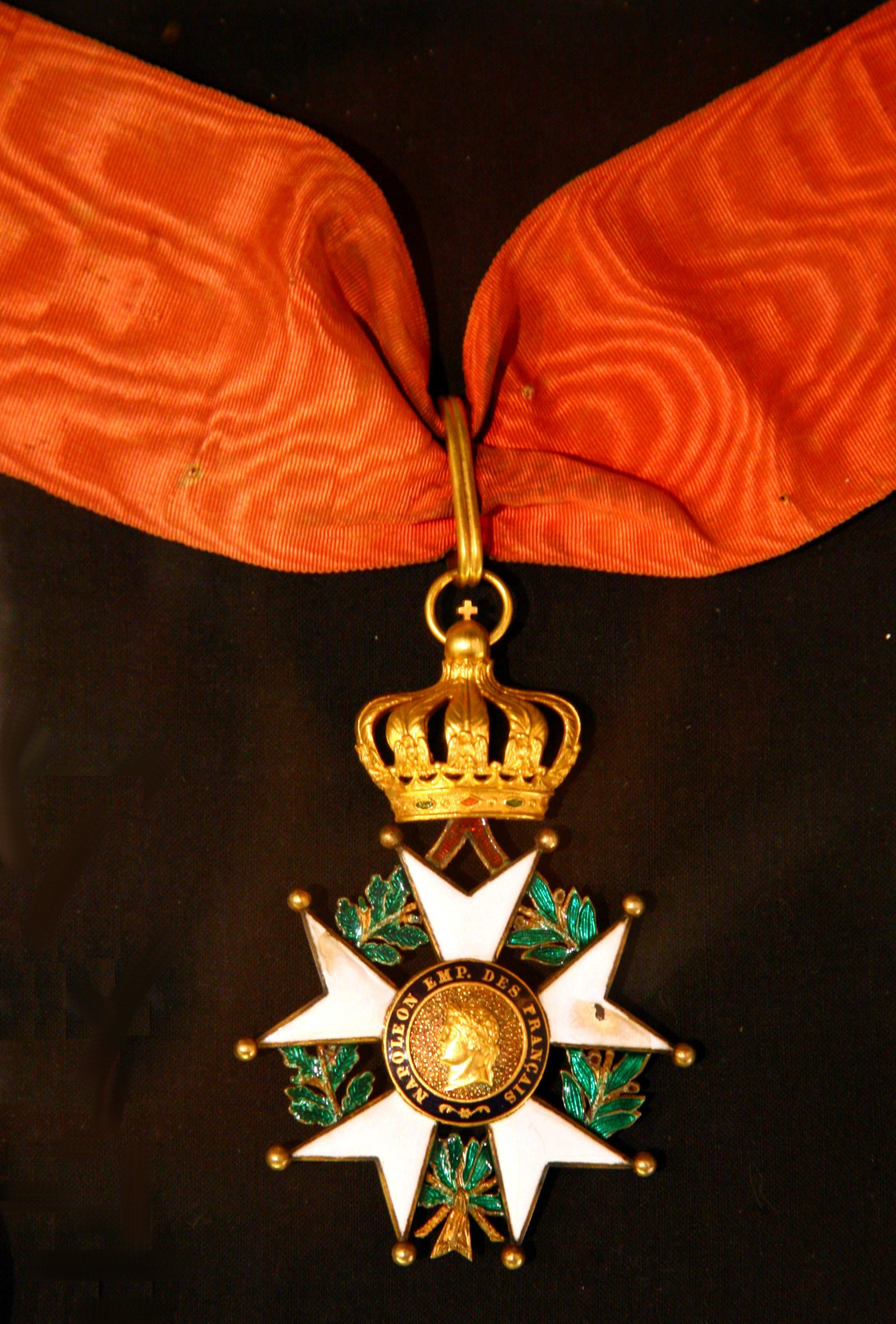
Ereteken van het Franse Legioen van Eer

Eer zelf is een ontastbaar en abstract begrip. Om de eer voor de bezitter en de gever te concretiseren zijn er allerlei vormen van eerbetoon ontwikkeld:
- ceremonies zoals huldigingen, uitreikingen, erediensten;
- eretitels voor vorsten, adel, geestelijkheid, burgerij, ambtenaren, militairen, wetenschappers;
- onderscheidingen in de vorm van medailles, bekers, prijzen, oorkondes, erelidmaatschap;
- vernoemingen van gebouwen, straten, steden, landen, planetoïden, etc.

De omgang met dit eerbetoon is aan verandering onderhevig. Enerzijds worden aan prijzen steeds vaker (hoge) geldbedragen gekoppeld om ze meer prestige te geven. Anderzijds neemt de jaarlijkse lintjesregen nog steeds toe, met even zoveel plechtige uitreikingen. Een vroeg voorbeeld van het samengaan van eerbetoon met geldelijke beloning, vormen de uit het Franse woord voor eer afgeleide woorden, als honoreren (eren door te betalen) en honorarium (ereloon, geldelijke beloning voor geestesarbeid). Waar vrouwen ondertussen in aanmerking komen voor alle vormen van eerbetoon, zijn het nog steeds mannen die er de meeste ontvangen. Zo werd 75% van de onderscheidingen tijdens de lintjesregen van 2010 aan mannen toegekend.

## Groepseer
Eer is in principe een individuele zaak. Eer is overdraagbaar op een groep op een glijdende schaal, van echte groepseer tot een verzameling van individuele eer.

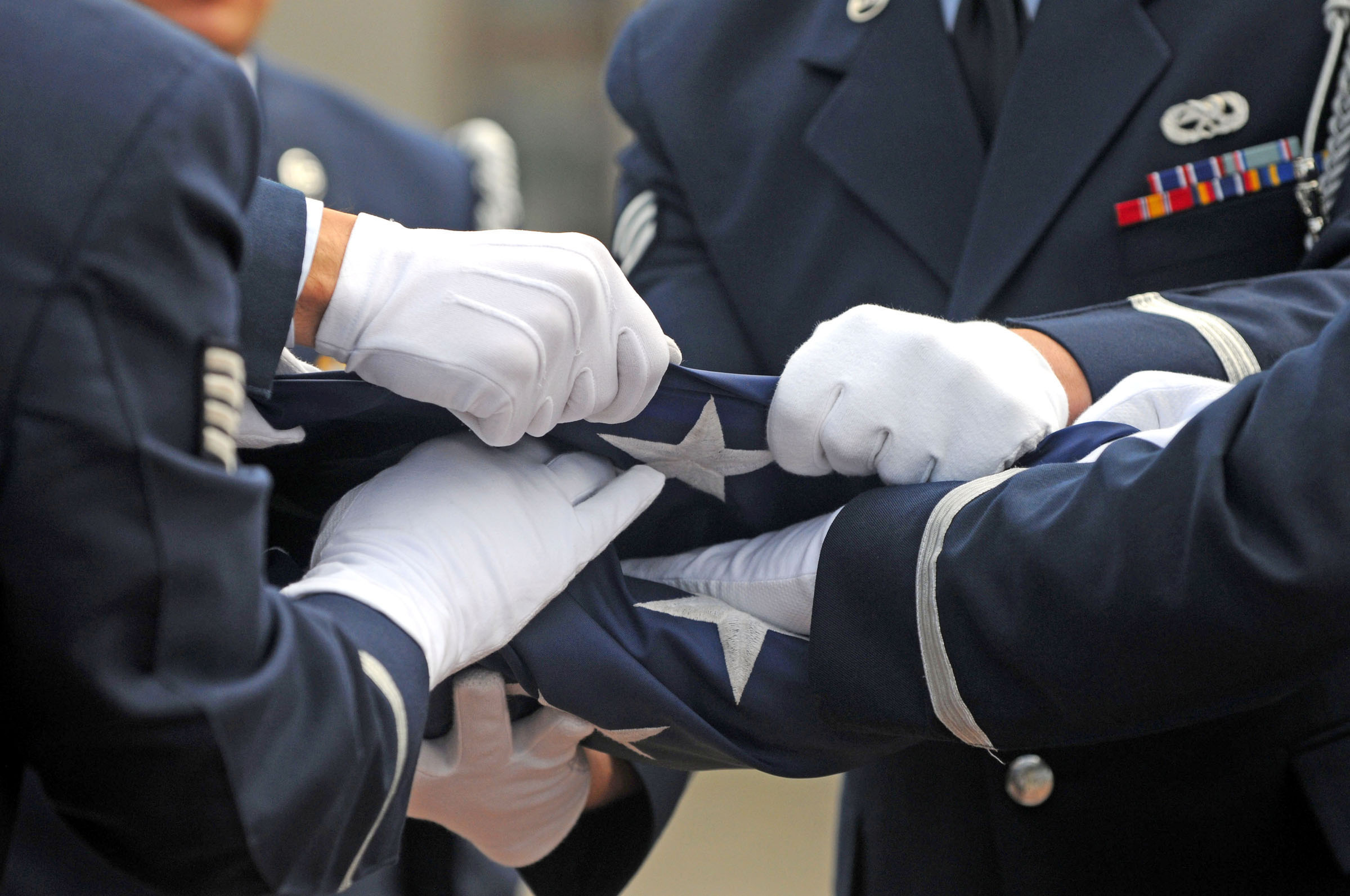
Militaire erewacht vouwt gezamenlijk de vlag

### Hechte eenheid
Een hechte eenheid van mensen, kan als groep aanspraak maken op eer of eerbetoon ontvangen. In de westerse wereld gaat het dan vooral nog om een sportteam, een militaire eenheid of een nationale staat. Een volk of een religie wordt niet als een dergelijke hechte eenheid gezien. Ook maatschappelijke klassen en familie worden, buiten enkele zeer traditionele groepen, niet meer als een hechte eenheid ervaren. In andere culturen kan bijvoorbeeld een familie of een stam wel als een dergelijke hechte eenheid worden gezien. Een uitingsvorm van eer in een hechte eenheid, is het verstoten van een oneerbaar groepslid.

### Uitstraling en overdracht
De eer van een eervol individu straalt uit en is overdraagbaar op zijn directe omgeving. Die omgeving deelt in de eer en is eerbiedwaardig. Doet een lid van de groep iets oneerbaars, dan is de hoofddrager (slechts) aangetast in zijn eer. Vervalt de eer van de hoofddrager(s) echter, dan vervalt deze voor de hele groep. Een uitingsvorm hiervan is het streng beschermen van de eer van de hoofddrager (bijvoorbeeld een staatshoofd of diens hele dynastie). 

### Groep individuen
De individuele eer kan gedeeld worden binnen een niet-hechte groep waar eer een rol speelt. Daaraan ligt basale logica ten grondslag in een dynamisch systeem. De twee meest voorkomende redeneringen zijn:
- Alle (Grieken) hebben eer, ik ben een (Griek), dus ik heb eer. Een dergelijke redenering heet een syllogisme en staat of valt met het uitgangspunt Alle (Grieken) hebben eer. Waar de een dit als waar zal beleven, zal de ander het als niet-waar bestempelen.
- Het omgekeerde hiervan is Ik heb eer, dus alle groepsleden (Nederlanders, advocaten, moslims) hebben eer. Dit kan als een drogreden van overhaaste generalisatie worden beschouwd. Immers wat voor een individu geldt, hoeft niet voor allen te gelden.

Waar bij een hechte groep of een eervol persoon de eer relatief duidelijk is, is de groepseer van losse groepen individuen zeer discutabel. Omdat verschillende redeneringen gevolgd kunnen worden en het sterk afhangt van de persoonlijke beleving.

## Eerverlies en eerroof
Het verlies of schending van eer geeft aanleiding tot schaamte, ongeacht of het door eigen schuld komt. Indien personen of groepen het idee hebben dat dit aangericht wordt door derden, kunnen zij van eerroof spreken.  
Om de eer te herstellen moet eerverlies en eerroof gecompenseerd of vergolden worden. Dit kan gebeuren door publieke vernedering, compensatie, uitstoting/ verbanning, in extreme gevallen zelfs door eerwraak of bloedwraak. Hoe dit gebeurt is afhankelijk van de normen en waarden, vormgegeven in de sociale omgangsregels van de (dominante) cultuur. 

### Culturen van recht
Door middel van wetshandhaving rond belediging, laster en schennis van de eerbaarheid wordt op de eer toegezien. Aparte organen, zoals de Raad voor de journalistiek, zien ook toe op de omgangsvormen. Publieke compensatie en wraak zijn ook expliciete doelen van het strafrecht. Deze nemen hier bijvoorbeeld de volgende vormen aan:
- publieke vernedering: openbare (rechts)zitting met uitspraak of vonnis;
- compensatie: rectificatie, boete of gevangenisstraf;
- uitstoting: spreek-, contact- of beroepsverbod.

Eer- en bloedwraak in de vorm van de doodstraf, wordt alleen toegepast voor zwaardere vergrijpen en misdaden dan belediging en schennis van de eerbaarheid, en is in veel landen voor alle vergrijpen afgeschaft of althans verboden.

### Culturen van eer
Door middel van sociale controle wordt op de eer toegezien. Handhaving van de gedragscode wordt direct toegepast door de betrokkenen of in de vorm van een dorpsraad, raad van ouderen of geestelijken. Een voorbeeld hiervan zijn shariarechtbanken, die volgens westerse principes niet gezien worden als 'rechtsprekers'. Want vergrijp en straf zijn daarbij niet strikt in wetsartikelen vastgelegd, maar afhankelijk van wisselende interpretaties van de fikh of plichtenleer. In culturen van eer kunnen compensatie en wraak op eerverlies en eerroof de volgende vormen aannemen:
- publieke vernedering: aan de schandpaal stellen, lijfstraffen;
- compensatie: het teruggeven van een bruidsschat, verminking;
- uitstoting:  verdrijven of vermijden van personen;
- eer- en bloedwraak: doden van de eerschender door de in hun eer aangetasten of in het openbaar bijvoorbeeld in de vorm van steniging.

Culturen van recht en van eer zijn niet nationaal of religieus gebonden, maar vormen daarbinnen een genuanceerde en gevarieerde mengeling. Beide culturen volgen vergelijkbare principes, maar kunnen botsen en fundamenteel tegengesteld zijn in de definitie van slachtoffer en dader. Het meest extreme voorbeeld van deze tegenstelling is het doden van een verkrachte vrouw om de eer te redden. Waar de gebruiken van andere culturen als vreemd worden aangemerkt, worden dezelfde principes in de eigen cultuur als normaal ervaren. Een voorbeeld hiervan is onevenredige aandacht voor en veroordeling van de islamitische sharia in het Westen, terwijl dezelfde media doodstraffen op basis van seculiere (vaak op christelijke waarden teruggaande) wetgeving minder viseren.